# Amiloïdosi cardíaca
L'amiloïdosi cardíaca és una subcategoria d'amiloïdosi on es diposita la proteïna amiloide al múscul cardíac i als teixits circumdants. L'amiloide, una proteïna mal plegada i insoluble, pot convertir-se en un dipòsit a les aurícules, vàlvules o ventricles del cor. Aquests dipòsits poden provocar un engrossiment de diferents seccions del cor, donant lloc a una disminució de la funció cardíaca. La disminució general de la funció cardíaca condueix a una gran quantitat de símptomes. Aquesta malaltia multisistèmica sovint es diagnostica malament, a vegades després de la mort durant l'autòpsia. No obstant això, els avenços recents de les tecnologies han augmentat el diagnòstic de la malaltia. L'amiloïdosi cardíaca té múltiples subtipus, com ara la de cadena lleugera, la familiar i la senil. Un dels tipus més estudiats és l'amiloïdosi cardíaca de cadena lleugera. El pronòstic depèn de l'extensió dels dipòsits al cos i del tipus d'amiloïdosi. S'estan investigant activament nous mètodes de tractament pel que fa al tractament de la insuficiència cardíaca i pels problemes específics de l'amiloïdosi cardíaca.